# Cyanidin-3-O-sambubiosid-5-O-glucosid
Cyanidin-3-O-sambubiosid-5-O-glucosid ist ein Anthocyan aus dem Aglycon Cyanidin mit zwei Zuckerkomponenten, Sambubiose und Glucose. Die Grundstruktur ist das Flavylium-Kation.
Es ist nicht genau bekannt, welche die Gegenionen kationischer Anthocyanine in Pflanzen sind (vermutlich handelt es sich um organische Anionen), isoliert werden sie aber meist als Chloride. Daher sind in der nebenstehenden Infobox Daten zu Cyanidin-3-O-sambubiosid-5-O-glucosidchlorid angegeben.

## Vorkommen

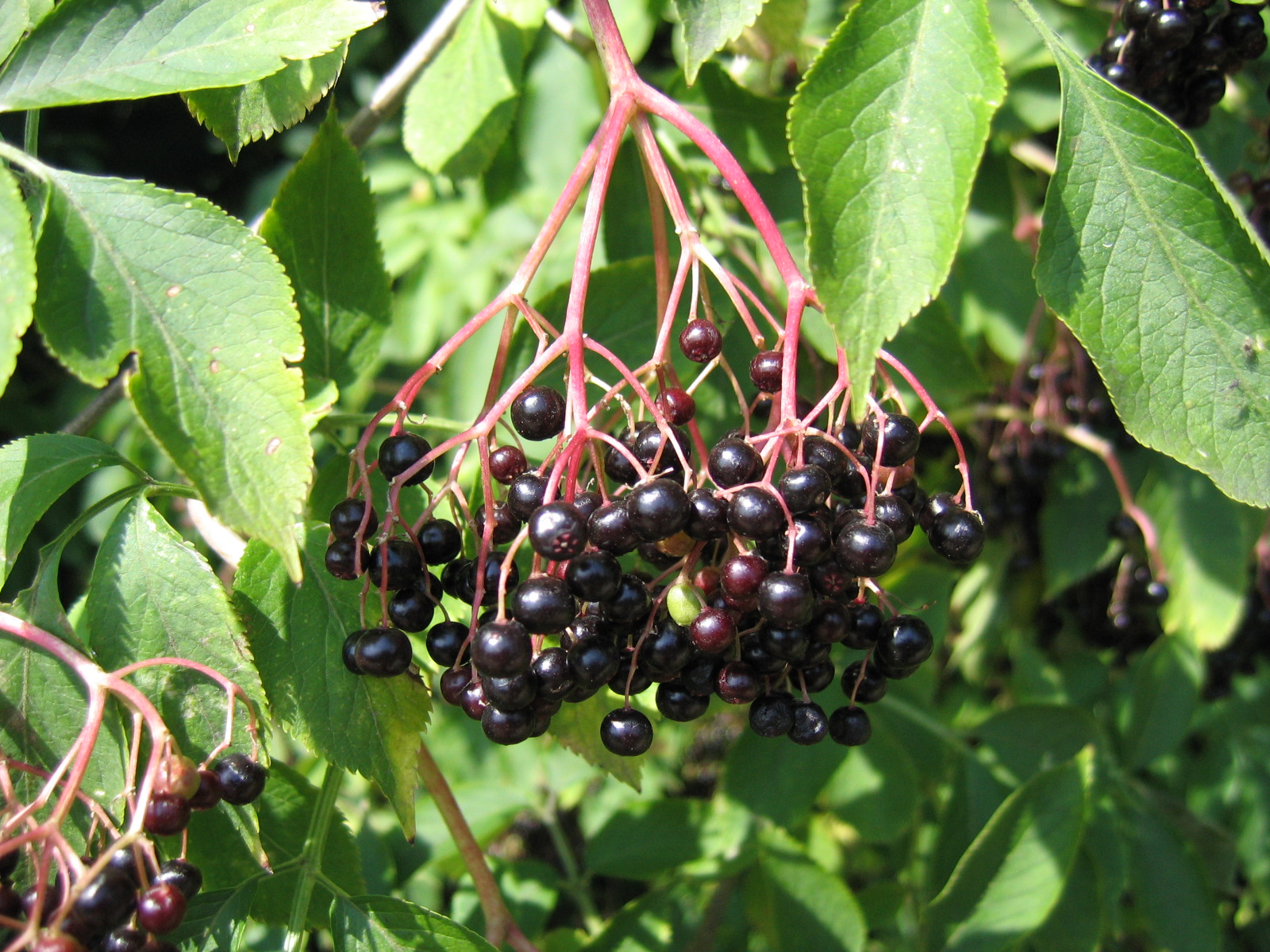
Schwarzer Holunder enthält Cyanidin-3-O-sambubiosid-5-O-glucosid

Cyanidin-3-O-sambubiosid-5-O-glucosid kommt im Schwarzen Holunder, dem Roten Holunder, sowie weiteren Arten der Gattung Sambucus (S. javanica, S. canadiensis) vor. Es kommt auch in Maquibeeren (Aristotelia chilensis) vor.

## Nachweis
Cyanidin-3-O-sambubiosid-5-O-glucosid kann durch Ultra-High-Performance-Flüssigchromatographie kombiniert mit Infrarotspektroskopie und Massenspektrometrie nachgewiesen werden.